# ريتشي ببكر
ريتشي ببكر (بالإنجليزية: Richie Baker)‏ (17 أبريل 1980 بدبلن في جمهورية أيرلندا - ) هو لاعب كرة قدم أيرلندي في مركز الوسط. شارك مع منتخب جمهورية أيرلندا تحت 19 سنة لكرة القدم ومنتخب جمهورية أيرلندا تحت 21 سنة لكرة القدم ومنتخب جمهورية أيرلندا لكرة القدم. أما مع النوادي، فقد لعب مع درودا يونايتد ونادي شيلبورن ونيو إنجلاند ريفولوشن وBray Wanderers F.C. ‏.

## وصلات خارجية
- ريتشي ببكر على موقع الاتحاد الدولي (مؤرشف)  (الإنجليزية)
- ريتشي ببكر على موقع الدوري الأمريكي (الإنجليزية)
- ريتشي ببكر على موقع قاعدة بيانات كرة القدم.إي يو (الإنجليزية)